# Melodorum arboreum
Melodorum arboreum är en kirimojaväxtart som beskrevs av João de Loureiro. Melodorum arboreum ingår i släktet Melodorum och familjen kirimojaväxter. Inga underarter finns listade i Catalogue of Life.